# 聚氯乙烯
聚氯乙烯（英語：Polyvinyl Chloride，簡稱PVC）是氯乙烯经加成聚合反应得到的的高分子材料。是聚乙烯和聚丙烯之後，第三種最廣泛生產的合成塑膠聚合物。
聚氯乙烯有兩種基本形式：硬性和柔性。硬性形式聚氯乙烯材料可用於管道、門和窗上，它也可用於瓶子、其它非食品的包裝以及銀行卡或會員卡等。它也可以製成柔軟的成品，通過加入塑化劑（最常用的是鄰苯二甲酸酯），使之更加靈活。在這種形式中，它可用於軟管道、電纜絕緣體、仿皮革、軟標牌、充氣產品，並在許多應用中取代橡膠。
純聚氯乙烯是一種白色，脆性固體。它不溶於醇但微溶於四氫呋喃。

## 结构
这种材料的结构如下：
{\displaystyle -CH_{2}-CHCl-CH_{2}-CHCl-CH_{2}-CHCl-}

## 性质

### 阻燃
聚氯乙烯的最大特点是阻燃，因此被广泛用于防火应用。但是聚氯乙烯加熱至148°C以上時会释放出氯化氫、氯气和其他有毒气体。
聚氯乙烯的燃烧分为两步。先在240℃-340℃燃烧分解出氯化氫气体和含有双键的二烯烃，然后在400-470℃发生碳的燃烧。

### 物理和化学性质
穩定；不易被酸、鹼腐蝕；比聚乙烯耐熱但比不上聚丙烯。PVC是七大塑料中唯一必须使用塑化劑的材料，这使得它的状态可以从软而弹到硬而脆之间变化。而增塑剂就是媒体报道中的“塑化剂”。PVC既然可以呈现软而有弹性的一面，也就可以模拟橡胶或皮革的一些用途，比如小汽车内饰大量使用的人造革、一次性检查手套、地板、桌布、塑胶鞋，因为PVC价格比天然胶和聚氨酯人造革低得多。不过PVC工业通常要用到乙炔。

## 历史
1912年，德国人Fritz Klatte合成了PVC，并在德国申请了专利，但是在专利过期前没有能够开发出合适的产品。1926年美国百路馳（B.F. Goodrich）的沃爾多·塞蒙（Waldo Semon）合成了PVC，并在美国申请了专利。
PVC在19世纪被发现过两次，一次是Henri Victor Regnault在1835年，另一次是Eugen Baumann在1872年发现的。两次机会中，这种聚合物都出现在被放置在太阳光底下的氯乙烯的烧杯中，成为白色固体。20世纪初，俄国化学家Ivan Ostromislensky 和德国Griesheim-Elektron公司的化学家Fritz Klatte同时尝试将PVC用于商业用途，但困难的是如何加工这种坚硬的，有时脆性的的聚合物。沃爾多·塞蒙和百路馳在1926年开发了利用加入各种助剂塑化PVC的方法，使它成为更柔韧更易加工的材料并很快得到广泛的商业应用。

## 生产与应用
聚氯乙烯可由乙烯、氯和催化劑經取代反應製成。由於其防火耐熱作用，聚氯乙烯被廣泛用於各行各業各式各樣產品：電線外皮、電工套管、光纖外皮、鞋、手袋、袋、飾物、招牌與廣告牌、建築裝潢用品、傢俱、掛飾、滾輪、喉管、玩具（如有名的義大利「Rody」跳跳馬）、動漫公仔、門簾、捲門、輔助醫療用品、手套、某些食物的保鮮紙、某些時裝等。
聚氯乙烯是由氯乙烯单体（VCM）聚合而成。因为其分子中57%的质量是氯元素。所以它与其它的塑料相比，相同的质量中所耗用的石油较少，然而，因为这种塑料的相对密度较大，而且在生成氯的过程中也要耗用其它能量，使得它在很多应用领域失去了优势。
目前使用较多的PVC生产工艺是悬浮聚合生产工艺。将纯水、液化的VCM单体、分散剂加入到反应釜中，然后加入引发剂和其它助剂，升温到一定温度后VCM单体发生自由基聚合反应生成PVC颗粒。持续的搅拌使得颗粒的粒度均匀，并且使生成的颗粒悬浮在水中。因反应是放热反应，必须配备有效的除热换热装置：如夹套冷却水、釜顶冷凝器。而且，因为PVC的密度比VCM的密度大。反应过程中随着PVC的不断生成，反应釜内液相的体积会不断收缩，必须不断加入纯水以维持适当的压力。在不同的聚合温度下，VCM聚合生成PVC的聚合度不同。控制不同的聚合温度可以生成不同牌号（聚合度不同牌号不同）的PVC树脂。
生成的PVC料浆经过汽提塔脱除残余的VCM气体（经回收系统回收后与新鲜VCM按一定比例循环使用），然后经过离心脱水，干燥床干燥、筛分后包装成产品。一般经后处理后PVC粉中的VCM含量小于1PPM。
其余的聚合工艺，如微悬浮、乳液聚合工艺可以生成粒径较小的PVC粉（10微米，而一般悬浮聚合生成的PVC粉粒径是120-150微米。其特性和应用也略有不同）聚合生成的PVC是未改性的PVC。在做成最终制品之前，一般要加入各种助剂，如热稳定剂、紫外线稳定剂，润滑剂、增塑剂、加工助剂、抗冲改性剂、热改性剂、填料、阻燃剂、杀虫剂、发泡剂、烟雾抑制剂和各种颜料。

## 回收及循環再用
资源回收再利用：塑膠分類標誌中，PVC代碼是3（3字在三個循環再用箭號中心）
塑料本體底部或包裝上須列明，以便消費者及回收商能分類妥當。

## 安全與危害
美國自1970年代開始，注意到聚氯乙烯工廠的工人有某種惡性肝癌。
歐洲與澳洲也開始注意到聚氯乙烯工廠的工人有數種癌症。
其主要問題在於：
- PVC一定要有添加劑或塑化劑才可用，這些大多有害，可能渗出或氣化。
- 部份添加劑會干擾生物內分泌、影響生殖機能。
- 部份添加劑可增加致癌風險。
- 焚化含有PVC的垃圾，會產生致癌空氣汙染物戴奧辛（Dioxin），為乙烯基氯的副產物。戴奧辛是種高度毒性物質，可能導致癌症和其它病症，也會成為全球性的威脅，因為戴奧辛會在環境中能大範圍散佈，並無法消散。即使是接觸少量，戴奧辛仍極有可能與免疫系統受壓、生育問題、各種癌症與和内分泌疾病有關係。據一個由英國企業ICI化學和高分子製品有限公司1994年提供的報告，根据1989年发表的一篇文献，這些氧氯化反應（使用做乙烯基氯和一些氯化的溶劑），會产生多氯双苯并对二𫫇英（PCDDs）和二苯并呋喃（PCDFs）类化合物。

PVC常使用邻苯二甲酸二辛酯（DEHP）為增塑劑，因DEHP易氣霧化，其他乙烯基產品包括汽車內部、淋浴膠簾或鋪地板物料等，也會釋放化學氣體入空氣，且DEHP也易溶入油性液體中。另外，人們也開始關注到，兒童若咀嚼這些軟塑玩具，會有添加劑渗出的安全問題。
聚氯乙烯玩具对幼儿的健康有很大的威胁。因为处于口腔期的幼儿，会透过舔、或把玩具放入口中而将聚氯乙烯塑料中的DEHP的等塑化剂直接食入。
2008年美國與加拿大共同研究指出，在測試五種塑膠浴簾時，其在28日之內釋放了百餘種有毒物質。
2006年1月，歐洲共同體搬出「2005/84/EC指引」禁令：禁止在玩具裡使用六種類型邻苯二甲酸酯軟化劑。在美國，越來越多為這年齡層製造PVC玩具的公司，自願停用PVC或停用邻苯二甲酸酯。美國食品藥物管理局建議製造者考慮在敏感患者（譬如出生不滿一月的嬰兒）的設備裡，禁用DEHP，但替代用的增塑劑之安全性則未經檢測。
環境保護者小組綠色和平主張全球性逐步淘汰PVC。

## 外部連結
- 化學物質問題市民研究會 （页面存档备份，存于）
- 歐洲共同體環境政策:PVC （页面存档备份，存于）
- besafenet: pvc （页面存档备份，存于）
- 2008Vinyl Shower Curtains Release Toxic Chemicals: New report shows as many as 100 chemicals released from PVC shower curtains （页面存档备份，存于）
- PVC聚氯乙烯的发展历程及其应用方案 （页面存档备份，存于）
- f_100330_06744.PDF - 「PVC」 - 穩定、安全又無毒，正確認識生活好幫手 @ 大洋塑膠工業股份有限公司。 （页面存档备份，存于）
- 地球公民基金會—教育手冊：美好生活少不了它？台塑仁武廠和PVC的故事 （页面存档备份，存于）